# Victoria Cartagena
Victoria Luz Cartagena (Pennsylvania, 1985) è un'attrice statunitense.

## Biografia
Nata a Philadelphia da Victor e Lucy Cartagena, ottiene una laurea in educazione all'Università della Pennsylvania, per poi essere ammessa all'American Musical and Dramatic Academy, dove prende parte a numerosi spettacoli teatrali. Appare in moltissime serie tv tra cui Law and Order e Gotham, dove ha avuto molta visibilità, pur partecipando solo alla prima stagione.

## Filmografia

### Cinema
- City of Crime (21 Bridges), regia di Brian Kirk (2019)

### Televisione
- The Bedford Diaries - miniserie televisiva, 8 episodi (2006)
- Kidnapped - serie TV, episodio 1x02 (2006)
- Law & Order - Unità vittime speciali (Law & Order: Special Victims Unit) - serie TV, episodio 9x19 (2008)
- Army Wives - Conflitti del cuore (Army Wives)- serie TV, episodio 2x17 (2009)
- The Good Wife - serie TV, episodio 1x05 (2009)
- Unforgettable - serie TV, episodio 1x03 (2011)
- A Gifted Man - serie TV, episodio 1x06 (2011)
- Blue Bloods - serie TV, episodio 3x15 (2013)
- Elementary - serie TV, episodio 1x18 (2013)
- Gotham - serie TV, 22 episodi (2014-2015)
- The Path - serie TV, 3 episodi (2016)
- Jessica Jones - serie TV, episodi 2x04, 2x09 (2018)
- You - serie TV, 5 episodi (2018)
- Manifest - serie TV, 6 episodi (2018-2019)
- Almost Family  - serie TV, 13 episodi (2019-2020)
- Servant - serie TV, episodi 2x04, 2x07 (2021)
- Batwoman - serie TV, 7 episodi (2021-2022)
- Chicago PD - serie TV, episodio 12x01 (2025)

## Doppiatrici italiane
Nelle versioni in italiano delle opere in cui ha recitato, Victoria Cartagena è stata doppiata da:
- Federica De Bortoli in Law & Order: Unità vittime speciali, Manifest[1], You[2]
- Laura Lenghi in Army Wives - Conflitti del cuore
- Chiara Gioncardi in Gotham[3]
- Mattea Serpelloni in City of Crime[4]